# The Plains (Virginie)
Pour les articles homonymes, voir Plains.
The Plains est une municipalité américaine située dans le comté de Fauquier en Virginie. Lors du recensement de 2010, The Plains compte 217 habitants.

## Géographie
The Plains est située dans le Piedmont, au nord de la Virginie.
Selon le Bureau du recensement des États-Unis, la municipalité s'étend en 2010 sur une superficie de 0,26 mille carré (0,67 km2).

## Histoire
La localité se développe dans la première partie du XIXe siècle grâce à sa situation à l'intersection de plusieurs routes importantes. Appelée White Plains puis The Plains, elle voit son premier bureau de poste ouvrir en 1831. Elle connaît une forte croissance après l'arrivée du Manassas Gap Railroad (en) en 1852, devenant un centre d'exportation des produits agricoles de la région,.
Son développement se poursuit au début du XXe siècle lorsqu'elle devient un terrain de chasse pour de riches habitants du Nord-Est des États-Unis. The Plains devient une municipalité en 1910. Elle connait un important déclin après la fermeture du chemin de fer dans les années 1940 et la construction de l'Interstate 66, qui contourne la ville.
Le quartier historique de The Plains, comptant environ 140 propriétés du XIXe siècle au milieu du XXe siècle, est inscrit au Registre national des lieux historiques.

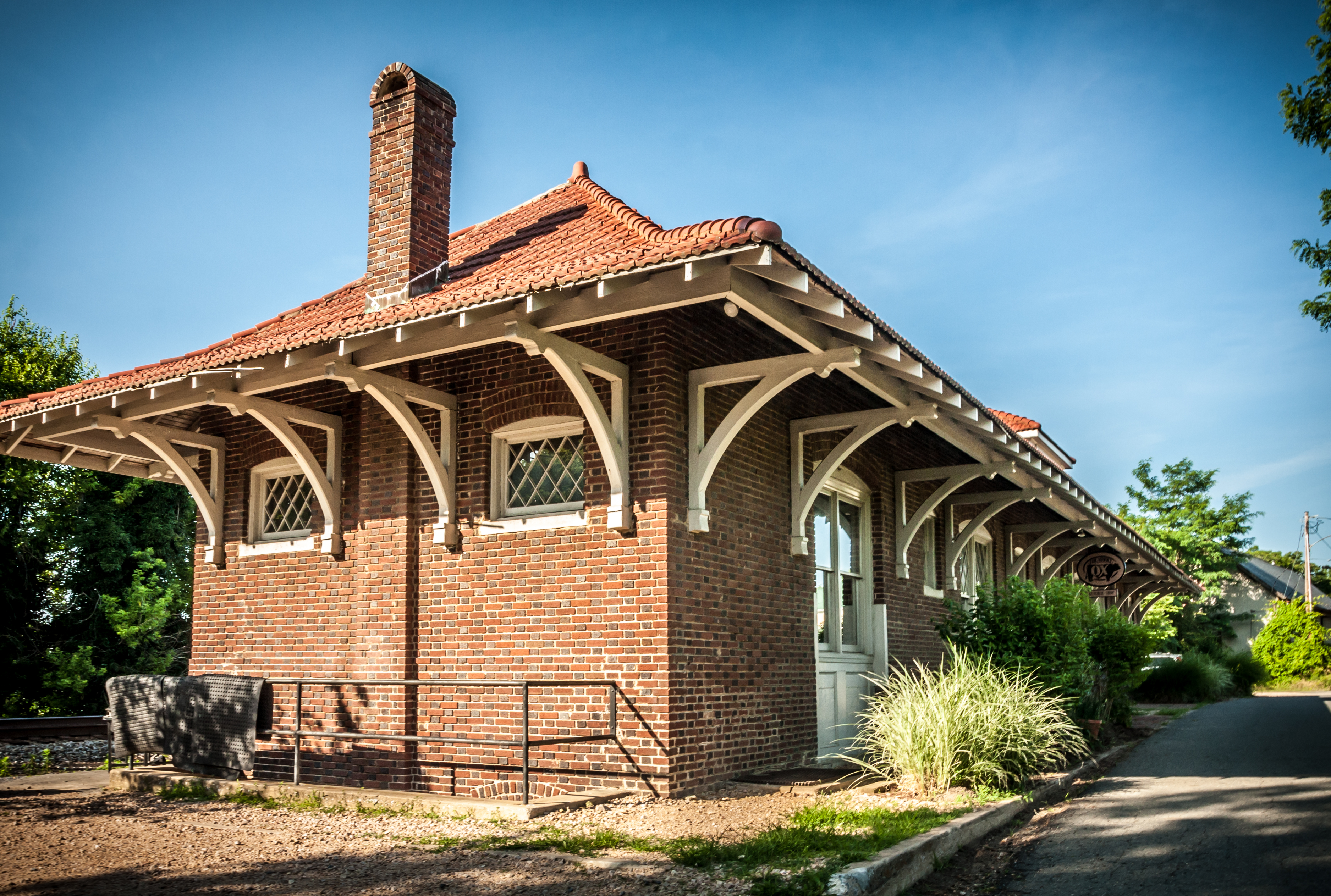
L'ancienne gare
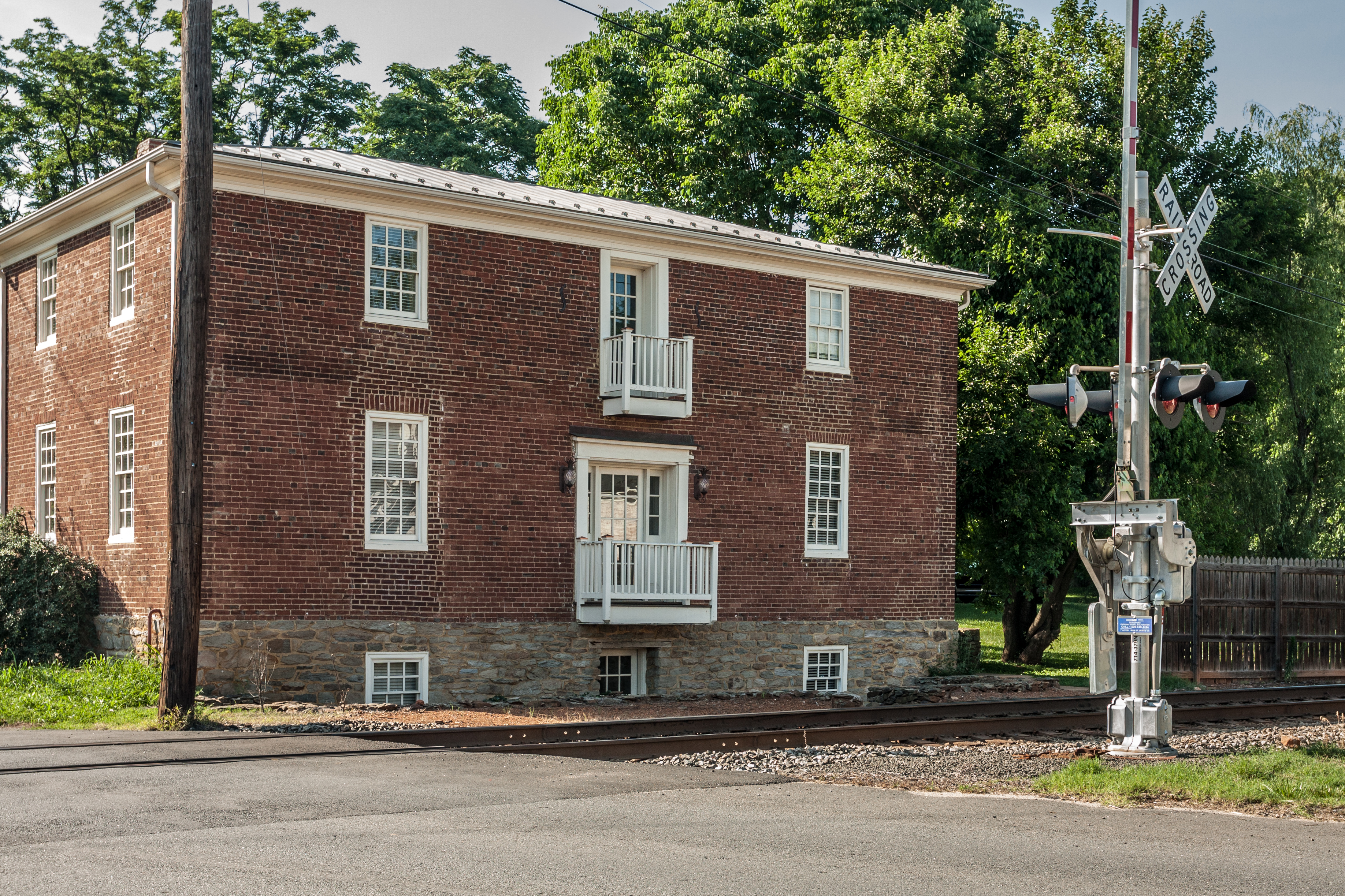
L'hôtel Carter
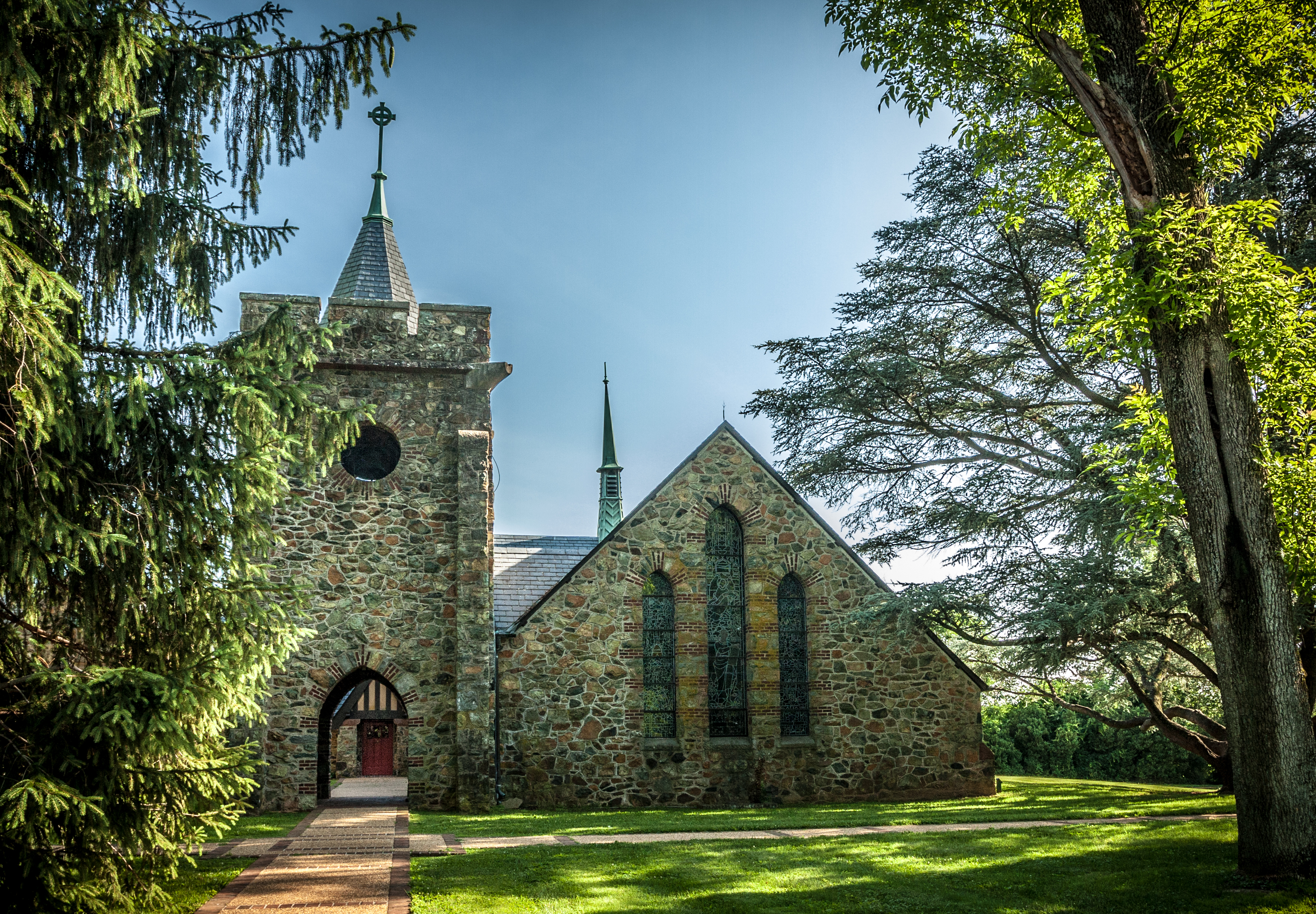
L'église épiscopale
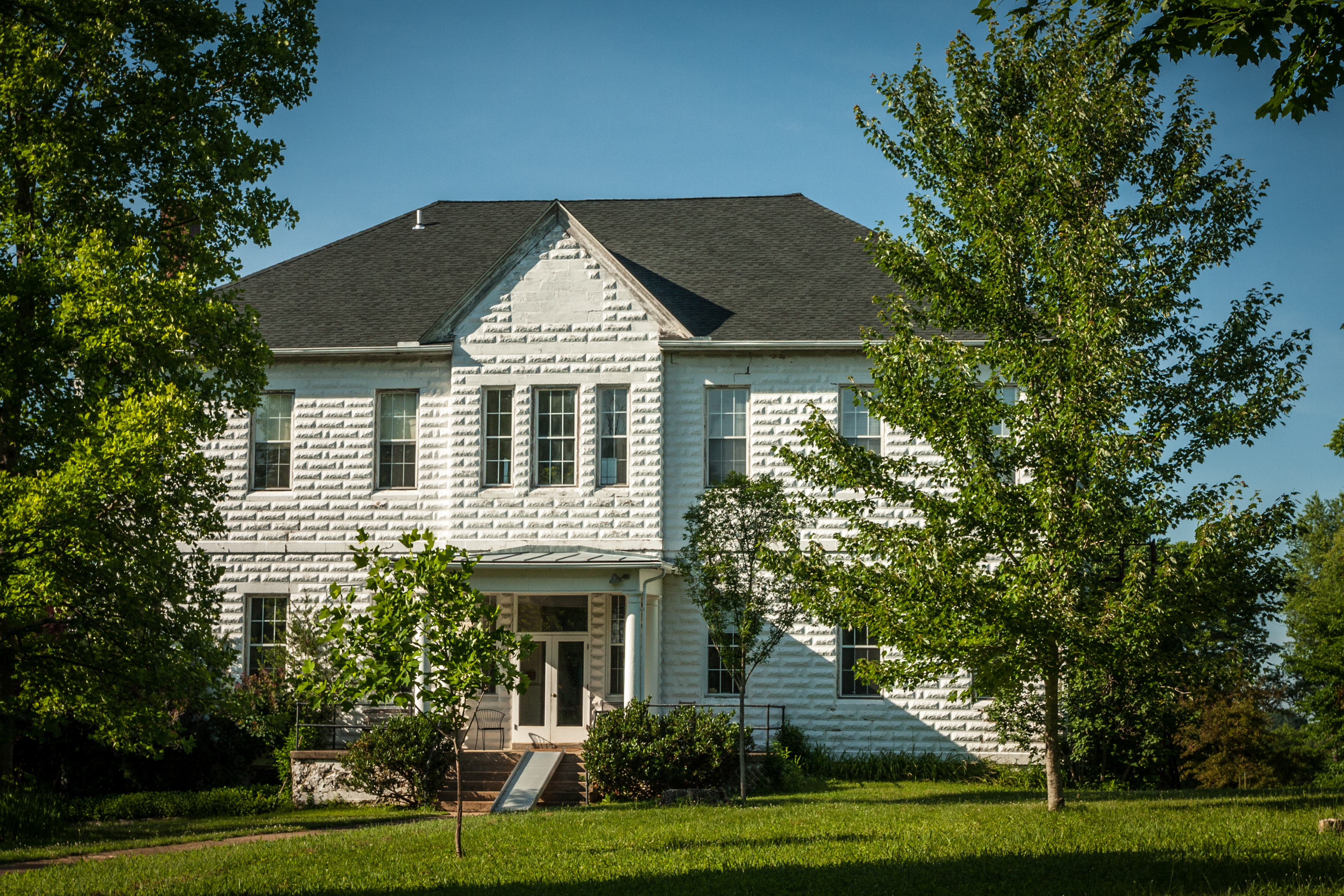
Le lycée